# Enciclopédia Negra
Enciclopédia Negra: Biografias Afro-Brasileiras é um livro escrito pelo historiador Flávio dos Santos Gomes, pelo artista visual Jaime Lauriano e pela historiadora e antropóloga Lilia Moritz Schwarcz, lançado pela Editora Companhia das Letras, em 29 de março de 2021. É composta por 416 verbetes biográficos de pessoas negras que viveram no Brasil entre os séculos XVI e XXI e um encarte com retratos ficcionais produzidos por 36 artistas negras e negros do Brasil contemporâneo.
Foi vencedor do Prêmio Jabuti de 2022 no eixo da não-ficção.

## Conteúdo
Com 720 páginas, o livro documenta personagens negros esquecidos e também alguns conhecidos do público (como Zumbi dos Palmares), que viveram no Brasil entre os séculos XVI e XXI, ou seja, no período da escravidão e do pós-abolição. Naquilo que os autores chamam de "protagonismo do cotidiano", as histórias individuais revelam detalhes do cenário histórico de suas épocas, como o papel das mulheres na luta judicial por liberdades e a diversidade de relações familiares e afetivas.
São registros de pessoas negras brasileiras que lideraram movimentos de resistência; que negociaram melhores condições de emprego e de vida para as pessoas negras; de mulheres que foram separadas de seus filhos e de outras que trabalharam muito para comprar suas alforrias e as de seus filhos. Além de pessoas com as mais diversas profissões: profissionais liberais, líderes religiosos, mestres curandeiros, professores, advogados, artistas etc.

### Lista de verbetes
1. Abdias do Nascimento
2. Abigail Moura
3. Acaiuba, Amaro, Ambrósio, Andalaquituche, Cabanga, Camoanga, Canhongo, Dambraganga, Ganga-Muiça, Ganga-Zona, Gaspar, Gone, Gongoro, João Mulato, João Tapuia, Maihoio, Mouza, Osenga, Pacassa, Pedro Caçapa, Quiloange, Quissama, Toculo, Zangui
4. Acotirene e Aqualtune
5. Adão
6. Adhemar Ferreira da Silva, João do Pulo e Nelson Prudêncio
7. Adriana e Maria
8. Afra Joaquina Vieira Muniz
9. Agnaldo dos Santos
10. Agostinha
11. Alberto Guerreiro Ramos
12. Alcides de Freitas Cruz
13. Aleijadinho
14. Amália Augusta de Lima Barreto
15. Amarildo Dias de Souza
16. Ambrosina
17. Ambrósio, Bateeiro e Isidoro
18. Amélia Rosa
19. Ana Clara Maria Andrade, Deolinda e Isabel Maria da Conceição
20. Ana de Jesus
21. Ana de Oliveira e Rosária Maria
22. Ana Maria de Jesus
23. Ana Mogumbe, Gertrudes Angola, Joana Benguela, Maria Camundá, Maria Conga, Mariana Monjola e Suzana, da Costa de Guiné
24. Anastácia
25. André Rebouças
26. Andreza, Antônia e Efigênia
27. Ângela
28. Ângela e Geralda
29. Antenor Nascentes
30. Antonica, Luiza e Marcelina
31. Antonieta de Barros
32. Antônio Amaro Ferreira
33. Antônio Baobad
34. Antônio Candeia Filho
35. Antônio Dutra
36. Antônio Gonçalves Teixeira e Sousa
37. Antônio Pinto Bandeira
38. Antônio Telles
39. Arinda Serafim e Marina Gonçalves
40. Arlindo Veiga dos Santos
41. Arthur Bispo do Rosário
42. Arthur Rocha
43. Arthur Timótheo da Costa e João Timótheo da Costa
44. Ascendina dos Santos
45. Astolfo Marques
46. Augusta e Ubaldina Anna da Conceição
47. Augusto Mina
48. Aurélio Veríssimo de Bittencourt
49. Auta de Souza
50. Badia
51. Bamboxê Obitikô (Rodolpho Manoel Martins de Andrade)
52. Bárbara Gomes de Abreu e Lima
53. Basília
54. Batatinha e Riachão
55. Beatriz Nascimento
56. Benedita Caetana, Josefa, Maria Rosa e Rita e o Livro de Ouro do Fundo de Emancipação
57. Benedita Costa
58. Benedita Maria Albina da Ilha
59. Benedito Meia-Légua
60. Benjamim de Oliveira
61. Bento, Bernardo, Bonifácio, Francisco, José e Mateus
62. Bernarda de Souza
63. Besouro Mangangá
64. Bibiana e Isabel Guaraná da Costa
65. Brito Souto
66. Caetana
67. Caetano da Costa
68. Cardoso Vieira
69. Carlos Alberto Oliveira dos Santos
70. Carlos Marighella
71. Carlota Alberta Burnett, Florence Scantlebury, Helen Cook, Louise White, Mabel Skeete e Una Long
72. Carolina Maria de Jesus
73. Cartola
74. Selma Heloísa Artigas da Silva (O caso Nicole)
75. Catarina
76. Catarina Cassange
77. Catarina Mina
78. Catarina, Josefa e Vitória
79. Cecília, Letícia, Virgínia e Querubina
80. Celina Veiga, Maria de Lourdes Rosário e Noêmia de Campos
81. Chica Brincuda
82. Chica da Silva
83. Chica Machado
84. Chico Prego, Elisiário e João Pequeno
85. Chico Rei
86. Chiquinha Gonzaga
87. Cícero Brasiliense de Moura, Graciliano Fontino Lordão, José Manuel dos Anjos e Vicente Gomes Jardim
88. Cipriano Pires Sardinha
89. Clara Courá, Isabel Mina, Mariana da Costa e Mariana Xambá
90. Cláudia Silva Ferreira
91. Claudina Fortunato Sampaio e Luísa
92. Claudino José da Silva
93. Cléa Simões
94. Clementina de Jesus
95. Clementina Maria da Conceição e Maria Tereza da Cunha
96. Clóvis Moura
97. Cosma Corrêa e Quitéria Pereira de Souza
98. Cosme Bento das Chagas
99. Cumba
100. Curukango (Carukango, Querucango)
101. D. Diogo
102. Damásia
103. Dandara, Lucrécia e Madalena
104. Daniel Antônio de Araújo
105. De Chocolat
106. Delfina e Faustina
107. Delfino
108. Delindra Maria de Pinho
109. Delphina Maria da Conceição, Feliciana de tal, Henriqueta Costa, Isabel Maria da Anunciação, Silvéria Maria da Conceição e Tereza de Jesus
110. Deocleciano Nascimento
111. Deolinda, Eva, avó, mães e filhas
112. Diogo Rebolo e Ventura Mina
113. Dionísia Angola
114. Dionísia e Martinha dos Santos
115. Divino Mestre
116. Domingos Álvares
117. Domingos Sodré
118. Donga
119. Dorothea Maria do Espírito Santo, Eva Maria da Silva, Maria Jacintha, Maria Thereza de Oliveira e Umbelina Maria das Dores
120. Duarte da Costa
121. Edison Carneiro
122. Edmeia da Silva Euzébio
123. Eduardo das Neves
124. Eduardo de Oliveira e Oliveira
125. Eduardo de Oliveira
126. Efigênia, Nazaré, Rosa e Rufina
127. Elyseu Elias César
128. Elza de Souza e Guiomar Ferreira de Mattos
129. Emília do Patrocínio
130. Emília Duarte Rodrigues e Vivina Rodrigues Braga
131. Emiliano Mundrucu, Natividade Saldanha e Pedro Pedroso
132. Emmanuel Hector Zamor
133. Enedina Alves
134. Esperança Garcia
135. Estêvão Pimenta e Felipe Santiago
136. Estêvão Silva
137. Euzébio de Queiroz Coutinho Barcelos
138. Eva e Francelina
139. Eva Maria do Bonsucesso
140. Faustino da Silva Paiva e Mathias Henrique da Silva
141. Feliciana Maria Olímpia
142. Felicidade e Inácia
143. Felicidade, Germana, Libânia e Maria Madalena
144. Felício de Arruda Botelho
145. Felipa Maria Aranha
146. Félix José Rodrigues
147. Félix Soares
148. Figênia
149. Firmina
150. Firmino Monteiro
151. Florência Joaquina
152. Francisca (Xica) Manicongo
153. Francisca Luiz
154. Francisca Poderosa
155. Francisca
156. Francisco
157. Francisco Antônio da Costa
158. Francisco Carregal, Manuel Maia e outros futebolistas pioneiros
159. Francisco de Paula Brito
160. Francisco de Paula Victor
161. Francisco José do Nascimento
162. Francisco Lucrécio
163. Francisco Moçambique e José Majojo
164. Ganga-Zumba
165. Garrincha
166. Geraldo Filme
167. Gertrudes Maria
168. Grácia Maria da Conceição Magalhães
169. Grande Otelo
170. Gregório Luís
171. Hamilton Cardoso
172. Heitor dos Prazeres
173. Hemetério José dos Santos
174. Henrique Antunes da Cunha
175. Henrique Dias
176. Henriqueta Maria da Conceição
177. Hermenegildo de Barros
178. Hilária e Madalena
179. Horácio de Sá Pacheco
180. Hypólita Maria das Dores
181. Ildefonso Juvenal da Silva
182. Inácio da Catingueira
183. Inácio Gonçalves de Siqueira
184. Inácio Hermógenes Cajueiro
185. Inácio Monte
186. Iracema de Almeida
187. Irenice Maria Rodrigues
188. Ironides Rodrigues
189. Isaura Bruno
190. Isidoro, Hilário e outros tradutores, guias e “cientistas negros” da Amazônia
191. Ismael Ribeiro dos Santos
192. Ismael Silva
193. Israel Soares
194. Itamar Assumpção
195. Ivone Lara
196. Jacira de Almeida Sampaio
197. Jackson do Pandeiro
198. Jacyra Silva
199. Jandyra Aymoré
200. Jerônimo Soares
201. Joana da Silva Machado
202. Joana e Lisarda
203. Joana Guedes de Jesus e Laura Guedes de Jesus
204. Joana Maria, Maria e Maria Francisca
205. João Cândido
206. João da Cruz e Sousa
207. João da Silva, José Martins, Luiz Pereira de Almeida e Mateus Pereira Machado
208. João de Deus
209. João do Rio
210. João e Timóteo
211. João Henriques de Lima Barreto
212. João Mulungu
213. Joãozinho da Gomeia
214. Joaquim Cândido Soares de Meireles
215. Joaquim de Souza Ribeiro
216. Joaquim Pinto de Oliveira
217. Joaquina
218. Joaquina Benguela
219. Joaquina Maria da Conceição Lapa
220. Joel Rufino dos Santos
221. José Correia Leite
222. José Custódio Joaquim de Almeida
223. José de Souza Marques
224. José do Patrocínio
225. José Ezelino da Costa
226. José Ferreira de Menezes
227. José Theóphilo de Jesus
228. Josefa da Silva
229. Juca Rosa
230. Juliana
231. Juliano Moreira
232. Justina Maria do Espírito Santo
233. Laudelina de Campos Mello
234. Laura Santos
235. Lélia Gonzalez
236. Leopoldina e Thomázia
237. Liberata
238. Lima Barreto
239. Lino Guedes
240. Lourença Correia da Lapa
241. Lucas du Bissette e Norman Percival Davy
242. Lucas Evangelista
243. Luís Anselmo da Fonseca
244. Luiz Gama
245. Luiza
246. Luiza Bairros
247. Luiza Mahin
248. Luzia Jeje
249. Luzia Pinta
250. Machado de Assis
251. Macutandu, Mamatandu, Muquirita, Niquirita e Umpula
252. Madame Satã
253. Mãe Agripina
254. Mãe Andresa
255. Mãe Aninha
256. Mãe Beata de Iyemanjá
257. Mãe Benta
258. Mãe Biu
259. Mãe Dudu
260. Mãe Esperança Rita
261. Mãe Luzia
262. Mãe Menininha
263. Mãe Olga do Alaketu
264. Mãe Senhora
265. Mãe Stella de Oxóssi
266. Mahitica
267. Mahommah Baquaqua
268. Malunguinho
269. Mandilacota
270. Manuel Congo
271. Manuel da Mota Monteiro Lopes
272. Manuel do Sacramento
273. Manuel Padeiro e Negro Lucas
274. Manuel Raimundo Querino
275. Manuel Tranquilino Bastos
276. Manuel Vicente Alves Palmeira
277. Marcelina Obatossi
278. Marcílio Dias
279. Marcolina da Silva Marques
280. Margarida Joaquina de Sousa
281. Maria (Campinas)
282. Maria (Piauí)
283. Maria Águeda
284. Maria Angélica
285. Maria Angola
286. Maria Apolinária, Maria Cândida e Maria Domingas
287. Maria Auxiliadora da Silva
288. Maria Benedita da Rocha
289. Maria das Dores Santos Conceição
290. Maria Dimpina Lobo Duarte
291. Maria do Carmo Jerônimo
292. Maria do Céu Ferreira da Silva
293. Maria do Egito
294. Maria Firmina dos Reis
295. Maria Joana Monteiro
296. Maria Joaquina
297. Maria Joaquina de Camargo e Rosa Negra
298. Maria José Bezerra
299. Maria Mina
300. Maria Nascimento
301. Maria Odília Teixeira
302. Maria Rita, africana
303. Maria Tereza Bento da Silva
304. Maria, africana livre
305. Mariana
306. Marielle Franco
307. Mário de Andrade
308. Martinha
309. Matildes
310. Mécia
311. Mercedes Baptista
312. Mestre Bimba
313. Mestre Didi
314. Mestre Moa do Katendê
315. Mestre Pastinha
316. Mestre Tito
317. Mestre Valentim
318. Mestre Verequete
319. Mestre Vitalino
320. Miguel Barros
321. Miguel e os quilombolas nas fronteiras tranwionais das Guianas
322. Milton Santos
323. Minervino de Oliveira
324. Moacir Barbosa Nascimento
325. Mônica
326. Mônica da Costa Ferreira
327. Mussum
328. Nã Agotimé/Maria Jesuína
329. Narcisa Ribeiro
330. Narciso
331. Nascimento Moraes
332. Neusa Santos Sousa
333. Nhô João e sua parceira
334. Nilo Peçanha
335. Oliveira Silveira
336. Osvaldo Orlando da Costa
337. Pacífico Licutan
338. Padre José Maurício
339. Pai Adão
340. Páscoa Vieira
341. Paulina
342. Paulo da Portela
343. Pedro Justo de Souza
344. Pedro Lessa
345. Pedro Valentim
346. Peregrina e Rosa
347. Petronilha
348. Pixinguinha
349. Prata Preta
350. Pretextato dos Passos e Silva
351. Preto Félix
352. Príncipe Obá ii
353. Quelly da Silva
354. Querengue e outras africanas
355. Quindomba
356. Quintiliano Avellar
357. Quintino de Lacerda
358. Raimundo de Souza Dantas
359. Raimundo Irineu Serra
360. Rainha Maria Joaquina
361. Rainha Marta dos quilombolas de Iguaçu
362. Rita Cebola e outros casos
363. Rita Dias de Araújo
364. Rita Maria
365. Robson Silveira da Luz
366. Roque José Florêncio
367. Rosa
368. Rosa Cabinda
369. Rosa do O’Freire
370. Rosa Egipcíaca
371. Rosalina
372. Rubem Valentim
373. Rufina
374. Rufino José Maria
375. Ruth de Souza
376. Sabina da Cruz
377. Salústia
378. Sebastião Rufino
379. Sidney Amaral
380. Sofia Ferreira Chaves
381. Solano Trindade
382. Tancredo da Silva Pinto
383. Teodora Dias da Cunha
384. Teodoro Sampaio
385. Teresa Bicuda
386. Tereza de Benguela
387. Tereza de Jesus de Souza
388. Theodosina Ribeiro
389. Thereza Santos
390. Tia Ana
391. Tia Carmem do Ximbuca
392. Tia Ciata
393. Tia Eva
394. Tia Inácia
395. Tia Marcelina
396. Tia Maria
397. Tia Maria do Jongo
398. Tia Simoa
399. Tias baianas: Amélia Silvana de Araújo, Fé Benedita de Oliveira e Perciliana Maria Constança
400. Tias fluminenses: Maria José Costa Alves, Olívia Marinho de Lima e Vicentina do Nascimento
401. Tobias Barreto
402. Tomás
403. Trajano
404. Tula Pilar
405. Vicente de Souza
406. Vicente Ferreira¹
407. Vicente Ferreira²
408. Virgínia Leone Bicudo
409. Vitória da Conceição
410. Vitória ou Vitorão
411. Wilson Simonal
412. Zacimba Gaba
413. Zé Kéti
414. Zeferina
415. Zeni Pereira
416. Zózimo Bulbul
417. Zumbi

### Ilustrações
A capa do livro é uma obra de Oga Mendonça. Além dela, há 103 retratos apresentados no livro e que foram produzidos por 36 artistas de diferentes regiões do Brasil. As obras são retratos ficcionais de algumas das pessoas descritas no livro e buscaram "conferir possibilidade de retratos a personalidades negras, já que antes do século XIX, apenas os nobres eram retratados".
O fator importante é inserir dentro da discussão como o racismo estrutural invisibiliza a história de pessoas negras na história no Brasil. Para isso, além de colocar os retratos lado a lado, também apresentamos as biografias dessas personalidades retratadas.— Jaime Lauriano
A escolha das pessoas a ilustrarem as biografias foi realizada após pesquisa no Brasil inteiro e consulta a curadores e artistas. A ideia foi trabalhar não somente com nomes consagrados da arte contemporânea brasileira, pois eram desejados novos olhares e novas abordagens. Foram escolhidos personagens sobre as quais não restaram imagens para serem representados e eles foram distribuídos para os artistas de acordo com conexões significativas.
O Daniel Lima, um artista de São Paulo que tem presença muito forte no ativismo negro, ficou encarregado de retratar líderes de revolta. O Ayrson Heráclito, artista baiano que trabalha bastante com a religiosidades afro-brasileiras, recebeu três líderes religiosos, mas me pediu que todos fossem baianos. Já Renata Felinto, artista que tem uma pesquisa sobre feminismo negro, recebeu três mulheres e dois homens, mas me pediu para trocar esses dois homens por outras duas mulheres.— Jaime Lauriano
Os ilustradores selecionados foram: Amilton Santos (Santos/SP, 1977), Antonio Obá (Ceilândia/DF, 1983), Andressa Monique (Salvador/BA), Arjan Martins (Mesquita/RJ, 1960), Ayrson Heráclito (Macaúbas/BA, 1968), Bruno Baptistelli (São Paulo/SP, 1985), Castiel Vitorino (Vitória/ES, 1996), Dalton Paula (Brasília/DF, 1982), Daniel Lima (Natal/RN, 1973), Desali (Belo Horizonte/MG, 1983), Elian Almeida (Duque de Caxias/RJ, 1994), Hariel Revignet (Goiânia/GO), Heloisa Hariadne (Carapicuíba/SP, 1998), Igi Ayedun (São Paulo/SP, 1990), Jackeline Romio, Jaime Lauriano (São Paulo/SP, 1985), Juliana dos Santos (São Paulo/SP, 1987), Kerolayne Kemblim (Manaus/AM, 1994 ou 1995), Kika Carvalho (Vitória/ES, 1992), Lidia Lisboa (Guaíra/PR, 1970), Marcelo D’Salete (São Paulo/SP, 1979), Mariana Rodrigues (Osasco/SP, 1995), Micaela Cyrino (São Paulo/SP, 1988), Michel Cena (São Paulo/SP, 1985), Moisés Patricio (São Paulo/SP, 1984), Mônica Ventura (São Paulo/SP, 1985), Mulambö (Saquarema/RJ, 1995), Nadia Taquary (Salvador/BA), Nathalia Ferreira (Jaboatão dos Guararapes/PE, 1994), Oga Mendonça (São Paulo/SP), Panmela Castro (Rio de Janeiro/RJ, 1981), Rebeca Carapiá (Salvador/BA), Renata Felinto (São Paulo/SP, 1978), Rodrigo Bueno (Campinas/SP, 1967), Sonia Gomes (Caetanópolis/MG, 1948), e Tiago Sant’Ana (Santo Antonio de Jesus/BA, 1990).

## Histórico e derivações
Segundo Flávio dos Santos Gomes, historiador e professor da Universidade Federal do Rio de Janeiro (UFRJ), o projeto que deu origem à Enciclopédia Negra começou a ser construído em 2016 e é fruto das mudanças que ocorreram nas duas décadas iniciais do século XXI na área da historiografia. Durante a trajetória do projeto, em 2018, Flávio dos Santos Gomes e Lilia Moritz Schwarcz publicaram o livro antecessor “Dicionário da Escravidão e Liberdade: 50 Textos Críticos”.
Ao pesquisar um desses relatos de viajantes que passaram pelo Brasil, você descobre que ele só chegou lá porque tinha um canoeiro ou um guia negro. E aí temos referências para saber o nome desses personagens.— Flávio dos Santos Gomes
O projeto da Enciclopédia Negra ainda inclui uma revista acadêmica com 15 biografias de personalidades negras vivas, produzida com o Núcleo de Estudos Afro-brasileiros da Universidade Federal do Recôncavo da Bahia (NEAB-UFRB). Também foram produzidos 36 vídeos curtos com entrevistas com os artistas que criaram as obras de arte para a enciclopédia, em parceria com a Preta Portê Filmes.
Além disso, o projeto instigou a realização de palestra presenciais e on-line em muitas instituições ao redor do Brasil, centradas em questões relacionadas à presença negra no país. E também instigou artigos acadêmicos e uso em sala de aula.
Além da parte textual, composta por 416 verbetes, o livro ainda apresentou obras de arte produzidas por 36 artistas de diferentes regiões do Brasil. Com a importância adquirida por tais ilustrações da Enciclopédia Negra, elas foram reunidas pelos autores do livro em formato de coleção e expostas em importantes espaços culturais ao redor do Brasil.

### Exposição em São Paulo
A exposição "Enciclopédia Negra" composta por 103 obras foi realizada na Pinacoteca de São Paulo, entre os dias 01 de maio de 2021 a 08 de novembro de 2021. Foi dividida em seis núcleos temáticos: Rebeldes; Personagens atlânticos; Protagonistas negras; Artes e ofícios; Projetos de liberdade; e Religiosidades e ancestralidades. Também foi criado um tour virtual pelas seis salas da exposição, produzido pela Startup iTeleport Vivências Virtuais em parceria com a Pinacoteca de São Paulo, disponibilizado aqui. O projeto também disponibilizou leitura de imagens e visita educativa com a educadora Willmihara de forma online e gratuitas.
As 103 obras passaram a integrar a coleção permanente da Pinacoteca de São Paulo; o que ampliou o número de obras de artistas negros no acervo da instituição de 26 para 129 obras. Uma segunda exposição física das obras da Enciclopédia Negra foi inaugurada na Pinacoteca no ano seguinte, no dia 10 de abril de 2022.
De setembro a 3 de dezembro de 2021, uma exposição foi montada na Unidade Municipal de Educação (UME) Cidade de Santos, com pôsteres de 12 personagens do livro disponibilizados pela editora Companhia das Letras. A exposição foi intitulada "Enciclopédia Negra em Sala de Aula". O mesmo conjunto de pôsteres foi organizado em exposição realizada no Colégio São Luís, entre os dias 07 e 11 de novembro de 2021, em parceria com a Secretaria Municipal de Educação (SME) de São Paulo.
No dia 31 de maio de 2022, a mesma exposição foi montada no Centro de Referência da Educação “Prefeito Flávio Callegari”, parte do Complexo da Prefeitura Municipal de Atibaia, para inauguração do espaço cultural. Foi organizada pelas Secretarias de Educação e de Cultura e pelo Colégio São Luíse ficou em cartaz até 29 de julho de 2022.

### Exposição em Sergipe
Parte da exposição original foi levada para Aracaju e organizada em uma nova exposição intitulada "Enciclopédia Negra", realizada no Espaço Cultural Maria Hermínia, do Complexo Administrativo e Pedagógico da Educação Estadual, com o apoio da Secretaria de Estado da Educação, do Esporte e da Cultura (Seduc). A mostra foi inaugurada no dia 18 de Novembro de 2021, sob responsabilidade do professor Wendel Salvador, técnico do Secad.

### Exposição no Rio de Janeiro
A exposição no Museu de Arte do Rio recebeu o títuo de "Coleção MAR + Enciclopédia Negra" e foi inaugurada no dia 5 de maio de 2022 e se encerrou em 11 de setembro de 2022. Cinco artistas foram convidados pelo MAR para criarem outros retratos que foram incluídos na exposição: Márcia Falcão, Larissa de Souza, Yhuri Cruz, Bastardo, Jade Maria Zimbra e Rafael Bqueer. As obras encomendadas pelo MAR passaram a compor sua coleção após o término da exposição.
O público vai conhecer a história de quase 200 personalidades negras porque as obras estão acompanhadas de pequenas biografias e ter contato com um catálogo sensacional de artistas negros, negras e negris. É uma oportunidade de ver o trabalho de jovens artistas, que têm feito uma arte figurativa, política, ativista e belíssima de grande qualidade e reconhecimento nacional e internacional. Essa é uma exposição em que o público irá de encontro a uma nova forma de se ver, estar e experimentar esse Brasil numa visão mais inclusiva e mais plural porque ela enfrenta de maneira direta uma política de apagamento das populações negras.— Lilia Schwarcz (consultora e curadora da exposição)